# Albert Papalić
Albert Papalić (Split, 1648. − Split, 19. travnja 1721.) je bio hrvatski pjesnik, prevoditelj i plemić iz obitelji Papalića. 
Stvarao je na talijanskom jeziku. Napisao je poetsko djelo o zauzimanju Moreje. Preveo je djelo Dinka Zavorovića Povijest Dalmacije s latinskog na talijanski. Primjerak tog prijevoda završio je u Britanskom muzeju.